# Mesteri
Mesteri là một thị trấn thuộc hạt Vas, Hungary. Thị trấn này có diện tích 11,69 km², dân số năm 2010 là 238 người, mật độ 20 người/km².